# ايمان ملكي
ايمان ملكي (ولد 1976), رسام واقعي إيراني.

## المولد والنشأة
يعد «ايمان ملكي» من مواليد 1976م، وذلك في العاصمة الإيرانية «طهران».
تفتقت لديه موهبة الرسم وبدأ بصرف جُل انتباهه نحو الفنون التشكيلية منذ طفولته. عندما بلغ 15 من عمره بدأ بتعلم الرسم ومبادئه الأساسية على يد الرسام الإيراني مرتضى كاتويزيان، حيث يعتبر أعظم رسام واقعي إيراني في وقته، ويعتبر «مرتضى» المعلم الأول والوحيد في حياة «ايمان ملكي»، وبدأ ايمان يسلك طريقه في عالم الاحتراف في حياته بشكل ملحوظ منذ تتلمذه على يد معلمه «مرتضى».

## حياته المهنية
تخرج الرسام «ايمان ملكي» من جامعة طهران بشهادة البكالوريوس في التصميم الجرافيكي، وكانت فترة دراسته 4 سنوات، وكان ذلك في العام 1999م. بدأ «ايمان» يسلك طريق الشهرة بمشاركته في عدة معارض منذ العام 1998م، بعدها بسنتين تزوج في العام 2000م. وأنشأ أستوديو "ARA" للتصوير الزيتي (بالفارسية«آتلیه نقاشی آرا»)في العام التالي، وبدأ يدرس فيه القيم الكلاسيكية والتقليدية في الرسم.

## إنجازاته

- شارك في معرض رسامي إيران الواقعيين في متحف طهران للفن المعاصر (1999م).
- شارك في معرض "SABZ" لمجموعة رسامين، أستوديو "KARA"، وذلك في العام (1998م).
- شارك في معرض في قصر «سعد أباد - SA'AD ABAD Palace»، في العام (2003م).
- في العام (2005م) حصل علي جائزة «ويليام بوجيرو» للوحته«بشائر حافظ» ومقدارها 3000دولار،[2] وجائزة المركز الثاني دولياً من مركز تجديد الفن"Art Renewal Center" في أمريكا بلوحته«فتاة بجوار نافذة».[3]

## بعض أعماله
- بورتريه لرجل شاب- زيت علي قماش- 2004م.
- ضوء الشمس- زيت علي قماش- 2004م
- جندي أخميني- زيت علي قماش- 2001م.
- عازف قطران (صورة للراحل مهران لطفي)- زيت علي قماش- 1998م.
- فتاة بجوار نافذة- زيت على قماش- 2000م[4]

## أحد أقواله
قال في حديث له:
| ايمان ملكي | عندما أرسم أشعر أنى مغمض الأعين تتحرك يدي بدافع وأمر مباشر من عقلي... فأنا أرى المنظر بعقلي أفضل ألف مرة من عيني. | ايمان ملكي |

## معرض لوحاته
[[]]

## وصلات خارجية
موقع الرسام ايمان ملكي